# КК Раднички Обреновац
Кошаркашки клуб Раднички је српски кошаркашки клуб из Обреновца. Домаће утакмице игра у хали Спортско-културног центра Обреновац капацитета 3.500 места.